# 奧林匹克國家公園

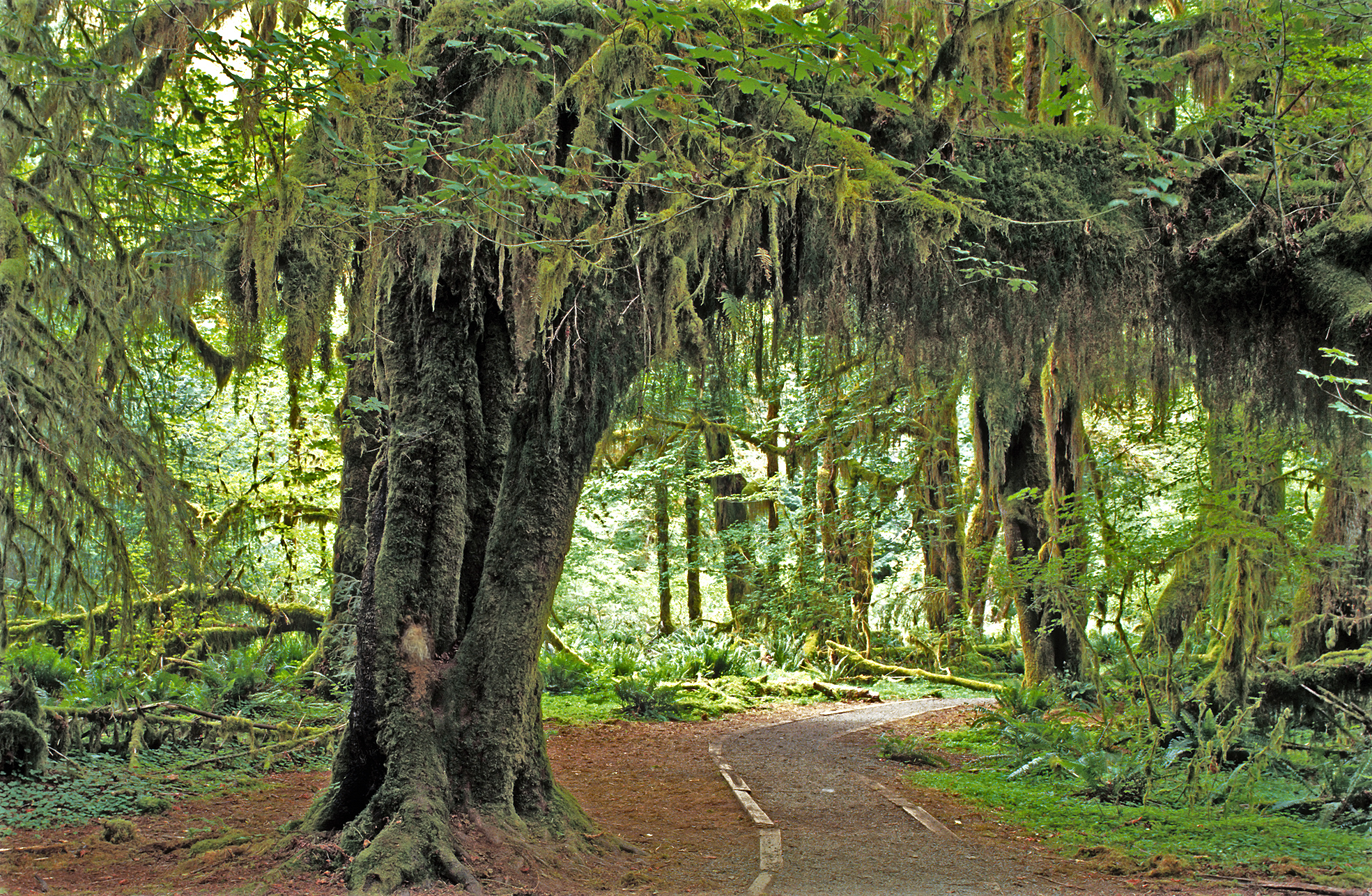
Hoh溫帶雨林

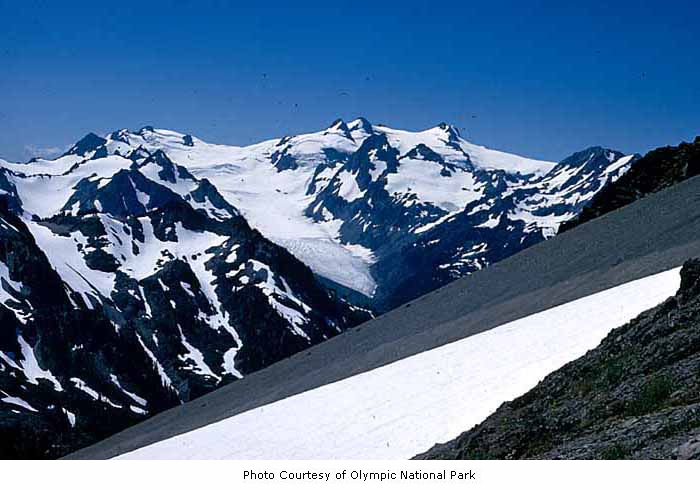
奧林匹克山的Hoh冰河

奧林匹克國家公園（英语：Olympic National Park），位於美國華盛頓州西北角的奧林匹克半島上，瀕臨太平洋，離西雅圖約有三至四小時車程。國家公園由雪山、溫帶雨林和海濱三部分組成，從海邊的溫暖潮濕到高山上的嚴寒，遊客可於同一次參觀經歷中，體會一年四季的氣候，以及相應的不同自然生態。

## 地理
奧林匹克國家公園，跟它附近的幾個國家公園，都位於北美板塊，和胡安·德·富卡板塊的相交處。胡安·德·富卡板塊東部，正不斷地陷入北美板塊之下，岩石經地幔加熱後成為熔漿，形成這地區一系列的活火山。位於國家公園裏的高山，（如海拔2,432公尺的最高峰奧林匹斯山），其實也是活火山。這地區平均每300至500年，發生一次特大地震，強度比加州有史以來的任何一次地震都要強。上一次於1700年發生的大地震，海嘯直捲到太平洋對岸的日本，在日本的史冊上有詳細記載。
從太平洋海面上吹來的溫暖而潮濕的空氣，被奧林匹克山脈擋住，氣流沿山坡上升而冷卻，在高山上形成降雪，半山腰則降雨。高山上的積雪終年不化，形成大大小小的冰川。山腳下由於一年四季，都有豐富的雨水，每年春天又有穩定的融雪，山腰處形成雨林生態。奧林匹克國家公園地處溫帶，因此這裏的雨林稱為溫帶雨林，其植被、動物品種都有別於熱帶雨林。這裏的Hoh雨林是美國大陸上最潮濕的地方。
在海岸邊，退潮時人們可徒步走到一些（漲潮時的）島嶼那裏，在tidepools裏看見諸如海星、海膽、海帶等海洋生物。天氣好時，這裏是看日落的好去處。

## 歷史
數千年來，美國的印地安土著一直以此為家。一般認為最早來訪的歐洲人是胡安·德·富卡，他於1792年航經此處；可是有可靠歷史記載，最早來訪的歐洲人是Juan Perez，他於1774年航經此處。在往後的25年裏，眾多英國、美國和西班牙探險者到訪，其中美國人羅伯特·格雷和英國人喬治·溫哥華都對這地區的海岸進行了詳細的勘測。直到1885年，由Lt. Joseph P. O'Neil所領導的探險隊，才首次深入到奧林匹克半島內部去。1897年這裏被宣佈為國家森林；1909年成為國家自然保護區；1938年奧林匹克國家公園正式成立；1976年列入國際生物保護圈；1981年成為世界遺產公園；1988年公園將近96%被列為荒野，不准任何形式的開發。

## 參觀須知

### 自然因素
由於高山寒冷、雨林溫暖且潮濕多雨、岸邊風大，遊客應準備各樣衣服和雨衣，以備不時之需。海邊潮汐上落都很快，遊客在參觀前宜先前往遊客中心諮詢當地的潮汐時刻表。遊客還應防備地震、海嘯等自然災害，尤其是在岸邊時，若感受到地震，或發現海水不尋常地急速退卻，便應該及時遠離岸邊，尋找高處遠離懸涯峭壁處躲避。

### 交通
從西雅圖開車，必須繞過普吉特海灣才能到達，往公園東部需時三小時，往公園西部需時四小時。從西雅圖有汽車渡輪橫過普吉特海灣，但是在夏季的時候，等船的時間算起來並不節省多少時間。從加拿大溫哥華島維多利亞也有汽車渡輪前往公園北部的小鎮安吉利斯港。公園的主要公路乃101號國道，可是公路繞著公園的邊緣而行，從一個景點到下一個景點需要在公園的外圍繞大圈，因此從公園東部到西部需時大約一小時。

### 旅遊景點
- Hurricane Ridge
- Elwha
- Lake Crescent
- Sol Duc
- Ozette
- Mora
- Hoh Rain Forest
- Kalaloch
- Queets
- Quinault
- Staircase
- Dosewallips
- Deer Park

奧林匹克國家公園的範圍，幾乎含蓋整個奧林匹克半島的中央和海岸線，各個旅遊點間的彼此距離也不短；不過綜合起來有下列六類：
- Hurricane Ridge：眺望奧林匹克山脈， 胡安·德·富卡 海峽和加拿大的溫哥華島。.
- lwha 和 Lake Crescent： Elwha 的 Goblins Gate 峽谷，和 Lake Crescent 的 Marymere 瀑布；Elwha 裡也有一個溫泉 (Olympic Hot Springs)， 只是沒有道路可以直接到達， Lake Crescent Lodge 是城市的人們消暑的地方，布希總統的夫人，2003 年的夏季就來此區渡假過。
- Sol Duc： 華盛頓州最受歡迎的溫泉之一，有時間千萬別忘了到這裡泡個湯，還有溫泉旁往內再駕車 1.5 英哩後(路的終點)，有個約 0.8 英哩長的小徑，小徑的終點是 Sol Duc 瀑布(從溫泉區走到瀑布約單程 2.3 英哩)。
- Ozette, Mora 和 Kalaloch： 這三個區域是屬於大平洋海岸的部份， Ozette 到海岸線還要走約三英哩，大多數駕車的遊客都是去 Mora 或只有 Kalaloch，除了奇石和島嶼，運氣好還可以看到隨季節遷移的鯨魚。
- Hoh、Queets 和 Quinault： 溫帶雨林是這三區最大的特色，大多數的駕車遊客是去 Hoh，因為那裡有個遊客服務中心，和為短程遊客設計 30 分鐘，至兩個小時的雨林小徑；Quinault 是全美國最潮濕的地方， 平均年雨量是 140 英吋 (3,556 公釐)。
- Staircase、Dosewallips 和 Deer Park：這三區是奧林匹克國家公園內，較乾燥的地區，由於沒有遊客服務中心，這裡多是健行，露營或登山客才會到的地區。春夏季時， Deer Park 裡的小徑可以看到滿山的野花。

- 有遊客服務中心的地點如下:
  - 奧林匹克國家公園上 Hurricane Ridge 的山腳下.
  - Hoh 雨林區
  - Hurricane Ridge
  - Kalaloch 資訊中心

### 附近的國家公園
於華盛頓州內西雅圖地區還有瑞尼爾山國家公園和北喀斯喀特國家公園。位於瑞尼爾山國家公園以南的聖海倫火山國家自然保護區(Mount St. Helens National Volcanic Monument)也是由美國國家公園管理局所管理。沿太平洋海岸往北在加拿大境內溫哥華島上還有太平洋沿岸國家公園保留地。

## 問題
本來，整個奧林匹克半島都被溫帶雨林所覆蓋，可是由於人類的大肆砍伐，原始森林已所剩無幾了。公園成立後，公園境內嚴禁砍伐，可是沿著101號國道在公園四圍的森林仍然被大規模砍伐。不過這是惠好公司所種植的林地。每一塊林地清楚的寫著哪一年種，並將在哪一年採收。